# Quetsche Jaune Précoce
Quetsche Jaune Précoce sinonimia: en España Quetsche Amarilla, es una variedad cultivar de ciruelo (Prunus domestica), de las denominadas ciruelas europeas,
una variedad de ciruela es una de las ciruelas cultivadas principalmente en el este de Francia (Alsacia y Lorena) y que proporcionan los "quetsches" ya conocida en 1866. Las frutas tienen un tamaño pequeño a medio, color de piel amarillo ámbar dorado con manchas atigradas verdosas poco visibles en la zona ventral y en estrías espaciadas en el resto, y pulpa de color amarillo ámbar claro, transparente, con textura firme, algo crujiente, muy jugosa, y sabor muy dulce, refrescante, bueno.

## Sinonimia
- "Quetsche Amarilla",
- "Gelbe Frühzwetsche."[4][5]

## Historia
El nombre de Quetsche es el de unas ciruelas cultivadas principalmente en el este de Francia (Alsacia y Lorena) y que proporcionan los "quetsches" ya conocida en 1866.
La variedad 'Quetsche Jaune Précoce' está descrita en : 1. Mas Le Verger 6:99, fig. 50. 1866-73. 2. Mathieu Nom. Pom. 431. 1889.
'Quetsche Jaune Précoce' con el nombre de 'Quetsche Amarilla' está cultivada en el banco de germoplasma de cultivos vivos de la Estación experimental Aula Dei de Zaragoza. Está considerada incluida como una variedad local muy antiguas, cuyo cultivo se centraba en comarcas muy definidas, que se caracterizan por su buena adaptación a sus ecosistemas, y podrían tener interés genético en virtud de su características organolepticas y resistencia a enfermedades, con vista a mejorar a otras variedades.

## Características
'Quetsche Jaune Précoce' árbol de vigoroso crecimiento, con ramas largas y robustas que forman una copa ancha, redonda y despeinada, que da frutos irregulares y ocasionalmente abundantes. Requiere suelo ligero y una posición soleada. Las mejores frutas vienen cuando hay un comienzo de verano húmedo y un clima cálido y seco en el período de maduración. Si el clima es al revés, gran parte de la cosecha se pierde por culpa de la monilinia (Podredumbre parda). Tiene un tiempo de floración que comienza a partir del 16 de abril con el 10% de floración, para el 20 de abril tiene una floración completa (80%), y para el 29 de abril tiene un 90% de caída de pétalos.
'Quetsche Jaune Précoce' tiene una talla de tamaño pequeño a mediano, de forma oval alargada, ventruda, con gran depresión desde la parte central ventral a polo pistilar, ligeramente asimétrica, con la sutura línea fina, transparente, de color indefinido, bien perceptible por estar muy recubierta de pruina, superficial o en depresión muy suave en parte superior y central, a partir de aquí y hasta el ápice en una
depresión algo más acentuada que vuelve a desaparecer en el mismo polo pistilar; epidermis muy pruinosa, pruina espesa, gruesa y blanquecina, pubescencia alrededor del punto pistilar, muy difícil de ver, siendo el color de piel amarillo ámbar dorado con manchas atigradas verdosas poco visibles en la zona ventral y en estrías espaciadas en el resto, punteado de dos clases diferentes, el más abundante muy
menudo, blanquecino o amarillento con aureola verdosa, distribuido por todo el fruto excepto zona peduncular, y el otro bastante más escaso de mayor tamaño, cobrizo, sin aureola, situado principalmente en caras laterales; Pedúnculo de longitud largo, fino, verdoso, parcialmente leñoso, muy adherido a la carne, pubescencia fina y abundante, ubicado en una cavidad del pedúnculo de anchura estrechísima y superficial, prácticamente nula; pulpa de color amarillo ámbar claro, transparente, con textura firme, algo crujiente, muy jugosa, y sabor muy dulce, refrescante, bueno.
Hueso adherente en zona ventral y caras laterales, pequeño, elíptico, bastante deprimido, zona ventral muy estrecha, surcos bien marcados, borde dorsal con frecuentes muescas, superficie arenosa, semi lisa.
Su tiempo de recogida de cosecha se inicia en su maduración en septiembre.

## Usos
La ciruela 'Quetsche Jaune Précoce' se comen crudas de fruta fresca en mesa, en macedonias de frutas, pero también en postres, repostería, como acompañamiento de carnes y platos. Se transforma en mermeladas, almíbar de frutas, compotas.

## Cultivo
Autofértil, es una muy buena variedad polinizadora de ciruelos 'Mirabelle'.